# Визит Александра Лукашенко в Зимбабве (2023)
В период с 30 января по 1 февраля 2023 года в Зимбабве с официальным визитом находился президент Беларуси Александр Лукашенко. Это первая поездка политика в страну Африки южнее Сахары. В рамках рабочей командировки было достигнуто соглашение о крупной поставке в Зимбабве сельхозтехники. Визит привёл к становлению государства как хаба по распространению белорусской продукции и влияния.

## Предыстория
Первый визит высокого уровня в двухсторонних отношениях состоялся в 2011 году, когда вице-президент Джон Нкомо посетил Минск. С 2015 года двусторонние контакты значительно активизировались: делегации обоих государств неоднократно посещали Минск и Хараре. В январе 2019 года прошёл первый официальный визит Президента Зимбабве Эммерсона Мнангагвы в Белоруссию. Активизация контактов привела к тому, что с 2018 года товарооборот между странами вырос в 7 раз и достиг 39 миллионов долларов.
Одной из основных сфер сотрудничества двух стран стало сельское хозяйство. С 2018 по 2022 год Минским тракторным заводом поставлено около 1800 единиц техники. Другим важным моментом в двухсторонних отношениях выступила добыча полезных ископаемых. Так, в 2018 году Виктор Шейман — ближайший соратник Лукашенко — побывал в Зимбабве и заявил, что Минск заинтересован в добыче золота в этой стране. Тогда Шейман и министр горнодобывающей промышленности Уинстон Читандо подписали соглашение о создании совместной золотодобывающей компании.
Белорусское деловое издание Office Life писало, что сближение Минска и Хараре связано с руководителем компании Aftrade Александром Зингманом. Именно он превратил Зимбабве в один из плацдармов торговой и инвестиционной экспансии республики на «Чёрном континенте». В конце 2010-х компания Зингмана реализовала несколько контрактов на поставку сельскохозяйственной и прочей техники, а сам глава фирмы, ставший почётным консулом Зимбабве в Беларуси, пролоббировал ряд инвестиционных проектов. В них белорусы получили широкие возможности по инвестициям в зимбабвийскую экономику. В итоге страна вошла в десятку главных рынков Минска в Африке.
Как добавили в RFI, ещё одной точкой соприкосновения стала политика, поскольку обе страны попали под санкции со стороны США и ЕС.

## Ход визита
30 января 2023 года президент Александр Лукашенко прибыл с официальным визитом в Зимбабве, где встретился с главой государства Эммерсоном Мнангагва. Накануне он находился на встрече в ОАЭ. В аэропорту, кроме руководителя страны, собрались около 5 тысяч сторонников правящей партии.
В столице развесили свыше 4000 портретов иностранного гостя. На встрече в воздушной гавани двух лидеров сопровождала рота почётного караула. По местной традиции на президентов надели гирлянды из живых цветов в тонах государственных флагов. Исполнялись национальные песни и танцы под звуки барабанов. Из аэропорта Лукашенко и Мнангагва уехали вместе на одном автомобиле.
Официальная часть президентских переговоров состоялась 31 января. Лукашенко и Мнангагва встретились в формате один на один и в расширенном составе — с участием членов делегаций обеих сторон, а также подписали ряд двусторонних документов, договорились о реализации инвестиционных проектов и проектов сотрудничества в различных областях. Главным практическим результатом стали соглашения на поставку сельскохозяйственной техники. Закупки осуществлялись в рамках третьей фазы зимбабвийской программы по оснащению фермерских хозяйств на сумму свыше $66 млн. Она предполагала приобретение более 3,7 тыс. единиц тракторной техники и 60 комбайнов для местных аграриев в течение ближайших полутора лет. При участии руководства страны в Институте сельского хозяйства Зимбабве состоялась церемония передачи техники.
Белорусским лидером было названо ещё одно возможное направление сотрудничества между странами — IT. По словам представителей белорусской делегации, у принимающей стороны вызвали интерес технологии «точного земледелия».
В ходе визита также состоялись деловые встречи и переговоры между членами белорусской делегации и представителями зимбабвийской стороны, а также проведён двусторонний бизнес-форум. В последний день визита два президента посетили водопад Виктория и контактный зоопарк. В подарок от лидера Зимбабве Лукашенко получил фотоальбом с памятными моментами этого визита. Кроме того, столицы двух государств — Минск и Хараре — установили побратимские отношения.

## Оценки и мнения
СМИ отмечалось, что это первый визит Лукашенко в страну Африки южнее Сахары. Как посчитали в Euronews, сближение двух стран произошло на основе конфликтов с западными странами, так как оба государства попали под санкции. Поэтому Минск и Хараре решили диверсифицировать свои международные отношения. По мнению экономического аналитика Сергея Чалого, главной задачей страны в Зимбабве является посредничество (например, как считал эксперт, для ОАЭ, где накануне находился Лукашенко), поскольку она не боится испортить репутацию. Министр иностранных дел Белоруссии Сергей Алейник заявил, что визит открыл череду значимых международных мероприятий со странами дальней дуги.

## Последствия
Итогом визита Лукашенко в Зимбабве стали договоры на 200 млн долларов.
После визита медиа стали сообщать, что Лукашенко начал превращать Зимбабве в хаб по распределению белорусской продукции и влияния. О таких планах в открытую заявлялось в официальных государственных СМИ (СБ. Беларусь сегодня, БЕЛТА, Белтелерадиокомпания). В течение года, после поездки Лукашенко в Зимбабве, активизировались контакты с другими африканскими странами (ЮАР и Экваториальная Гвинея). На 2024 год Минск анонсировал увеличение экспорта на континент. Издание «Коммерсантъ» указало, что белорусский лидер заявил об использовании связей Мнангагвы в регионе для усиления позиций Минска. Так, например, обсуждался вопрос сотрудничества с Мозамбиком, которому также требовались огромные вложения в сельское хозяйство.
В ноябре 2023 года фермеры Зимбабве заявили о сборе рекордных 411 838 тонн пшеницы. Во многом достижение стало возможным благодаря приобретению белорусских комбайнов. По заявлению Хараре, страна стала самодостаточным сельскохозяйственным центром, обеспечив собственную продовольственную безопасность.